# Hiberno-nórdico
Não confundir com hiberno-normando, termo que corresponde aos colonos anglonormandos em Irlanda (século XII)
O termo hiberno-nórdico ou nórdico-gaélico faz referência à população escandinava procedente das incursões viquingues que se assentaram em Irlanda, Escócia, Gales, Hébridas, Órcadas e Mann como parte do processo de expansão e colonização durante a Era Viquingue e que durou uns 300 anos (789–1100).
Também chamados Gall-Ghàidheil, cuja tradução seria "gaels estrangeiros" (ou forasteros) e não era exclusivo para os estrangeiros nórdicos, mas que era um termo genérico para os estrangeiros em general, não a um grupo étnico concreto. Este termo sofreu muitas variações dependendo do momento cronológico e diferenças geográficas nas línguas goidélicas, por exemplo Gall Gaidel, Gall Gaidhel, Gall Gaidheal, Gall Gaedil, Gall Gaedhil,  Gall Gaedhel, Gall Goidel, etc. O qualificativo moderno em irlandês é Gall-Ghaeil, enquanto em escocês é Gall-Ghàidheil. Não obstante, se diferenciava-se a procedência dos escandinavos, enquanto Fionnghaill (forasteros loiros) referia-se aos colonos de ascendência noruega, Dubhghaill (forasteros morenos) eram de ascendência dinamarquesa.
Como passava lá onde se assentavam permanentemente os escandinavos, se produziu com o tempo um sincretismo cultural e assimilação do idioma local como próprio, processo que se iniciou no século IX. O caso dos normandos na França merovíngia é o mais conhecido.

## História

### Irlanda

Situação territorial em Irlanda entre meados do século IX e princípios do XI, com os assentamentos viquingues

O primeiro testemunho  da chegada dos nórdicos inicia-se em 795 com o saque da [[ilha de Lambay]]. Outras incursões seguem até 832, quando começam as construções de fortalezas em seus assentamentos permanentes por todo o país. As expedições são constantes ao longo do século X, mas também a resistência da população local. Nascem pequenos reinos, cidades-Estado:
- Reino de Dublim
- Reino de Cork
- Reino de Limerick
- Reino de Waterford
- Reino de Wexford

Estes reinos tiveram um rápido crescimento entre 850 e 860 e compunham-se principalmente de irlandeses nativos que tinham renunciado ao cristianismo e abraçado as crenças dos viquingues e celtas compartilhando numa boa percentagem parentesco com eles, bem como colonos nórdicos. A mistura de raças, cultura, religião e interesses políticos fez-lhes praticamente independentes e sem laços de compromisso com ninguém; os mestiços batalhavam contra noruegueses, irlandeses ou forças combinadas de ambos quando criavam oportunidade. Não sobreviveriam as invasões normandas do século XII, ainda que as cidades seguiram crescendo e prosperando. Os escandinavos sofreram severas derrotas por parte de Máel Sechnaill mac Domnaill, e em 1014 Brian Boru acaba com a supremacia dos homens do norte na batalha de Clontarf, e foram finalmente absorvidos na vida religiosa e política da ilha.

### Escócia, Mann e as Ilhas
Os hiberno-nórdicos gaelizados dominaram o mar da Irlanda até a invasão normanda do século XII, fundando reinos e dinastias que perduraram gerações como a ilha de Man, ilhas Orcadas, ilhas Hébridas, ilhas Xetlândia, bem como Argyll, Galloway, Caithness e Sutherland no norte de Escócia e em alguns períodos o poder dos caudilhos viquingues também se estendeu a Iorque na Inglaterra. Em Escócia, o equivalente dos Gall Gaidhel irlandeses foram chamados Gall-Gael (escoceses estrangeiros).
Desta população mista, procedem os famosos gallowglass (soldados estrangeiros), um exército mercenário que serviu à Coroa da Irlanda desde princípios do século XIII até mediados do XVI. Ao finalizar seu serviço, a maioria assentaram-se em território irlandês.

### Islândia e as Ilhas Feroé
Segundo recolhe-se em Landnámabók (livro dos assentamentos) teve uma presença de papar ou culdees (monges gaélicos) naIslândia antes da chegada da colonização escandinava, mais ou menos confirmado pelos comentários de Dicuil. Não obstante, a falta de registros arqueológicos é uma conjectura amparada só por escritos contemporâneos ainda que é verdadeiro tanto Islândia como as ilhas Feroé tiveram uma importante presença de hiberno-nórdicas, bem como colonos, escravos, serventes ou esposas. A esta população denominava-lha Vestmen (Gaels), um apelativo que se conserva na cidade feroesa de Vestmanna, e Vestmannaeyjar em Islândia onde se diz que chegavam os thralls (escravos) irlandeses que escapavam de seu cativeiro. No entanto, «Vestman» pode referir-se só aos colonos procedentes das ilhas ocidentais escandinavas.
Nas sagas nórdicas aparecem várias personagens de origem gaélico, por exemplo Njáll Þorgeirsson da saga de Njál. Niall é um nome próprio de origem gaélico. Patreksfjörður em Islândia, tem sua origem no nome Padraig. E várias localizações têm  nomes relacionados com os monges hiberno-nórdicos papar, em Islândia e as ilhas Feroé.
Grímur Kamban, considerado o descubridor e primeiro colono das ilhas Feroé, pôde ser de origem hiberno-nórdico. Segundo a saga Faereyinga o primeiro colono em sentar nas Ilhas Feroé foi Kamban - Hann bygdi fyrstr Færeyar, que junto a seus seguidores obrigou aos anacoretas (papar) ao abandono de suas localizações. O apelido Kamban tem provavelmente uma origem gaélica e uma interpretação é que se refira a certa malformação física, ainda que também pode referir a uma condição atlética e valor como desportista. É bastante provável que fosse um jovem procedente da Irlanda viquingue e segundo a tradição local seu assentamento esteve em Funningur, Eysturoy.

## Herança
Muitos nomes e sobrenomes atuais, especialmente nas ilhas ocidentais e Man, têm sua origem na colônia hiberno-nórdica:

### Sobrenomes
| Gaélico      | Forma anglicanizada                 | "Filho de-"                 |
| ------------ | ----------------------------------- | --------------------------- |
| MacAsgaill   | MacAskill, MacCaskill               | Áskell                      |
| MacAmhlaibh  | MacAulay, MacAuliffe                | Óláf                        |
| MacCorcadail | McCorquodale, Corkill, McCorkindale | Thorkell                    |
| Cotter       | Cotter, MacCotter                   | Óttar                       |
| MacÌomhair   | MacIver, MacIvor                    | Ivar, Ingvar                |
| MacShitrig   | MacKitrick, McKittrick              | Sigtrygg                    |
| MacLeod      | MacLeod                             | Ljótr (literalmente "feio") |

### Nomes próprios
| Gaélico                                                            | Forma anglicanizada                            | Equivalente nórdico  |
| ------------------------------------------------------------------ | ---------------------------------------------- | -------------------- |
| Amhlaibh (às vezes confunde-se com o gaélico Amhlaidh/Amhalghaidh) | Aulay (Olaf)                                   | Ólaf                 |
| Goraidh                                                            | Gorrie (Godfrey, Godfred), Orree (Ilha de Man) | Godfrið              |
| Ìomhar                                                             | Ivor                                           | Ívar (Ingvar)        |
| Raghnall                                                           | Ranald (Ronald, Randall)                       | Rögnvald             |
| Somhairle                                                          | Sorley (às vezes anglicanizado como "Samuel")  | Sumarliði (Somerled) |
| Tormod                                                             | Às vezes tem-se anglicanizado como "Norman"    | Þormóðr              |
| Torcuil                                                            | Torquil                                        | Torkill, Þorketill   |